# Play the Game
Play the Game è un singolo dei Queen, tratto dall'album The Game del 1980. Il brano è stato scritto da Freddie Mercury.
Il brano fu suonato nei concerti live dal 1980 al 1982, compreso il concerto del Milton Keynes Bowl, quello da dove è nato il DVD di Queen on Fire - Live at the Bowl. In un'intervista prima del concerto (come si vede nel DVD2) Brian affermò di non vedere l'ora di suonare Play The Game. Nel video compare per la prima volta Freddie Mercury coi baffi e Brian May suona una Stratocaster bianco-marrone al posto della Red Special. Da notare, inoltre, che nello stesso video Mercury indossa una T-Shirt recante il logo "Flash", dal film Flash Gordon, di cui i Queen curarono, quello stesso anno, la colonna sonora omonima.
La b-side del singolo è A Human Body.

## Formazione
- Freddie Mercury - voce, pianoforte, sintetizzatore
- Brian May - chitarra elettrica, cori
- Roger Taylor - batteria, cori
- John Deacon - basso